# Hope Hicks
Hope Charlotte Hicks (Greenwich, 21 de outubro de 1988) foi a primeira e é a ex-diretora de Comunicação da Casa Branca do presidente dos Estados Unidos Donald Trump.  Em 16 de agosto de 2017, ela assumiu interinamente o cargo após a demissão de Anthony Scaramucci, vindo a ser efetivada em 12 de setembro de 2017, sendo ela uma assessora política de longa data de Donald Trump. Em 28 de fevereiro de 2018, ela avisou que pretendia deixar o cargo na Casa Branca nas próximas semanas. Em 29 de março, ela oficialmente deixou o posto.
Ela atuou como secretária de Imprensa e Diretora de Comunicação no início da campanha presidencial de Donald Trump, bem como secretária nacional de Imprensa para o então presidente-eleito, atuando na equipe de transição. Em janeiro de 2017, Hicks foi incluída na lista “Forbes 30 abaixo dos 30” da revista Forbes.

## Início
Hicks cresceu na sua cidade natal, Greenwich, no Connecticut. Ela é filha de Caye Ann (Cavender) Hicks e de Paul Burton Hicks III.
Hicks foi uma modelo na sua adolescência, inclusive para a campanha da Ralph Lauren com suas irmãs mais velhas Mary Grace aos 11 anos e na mesma época estampando o seu rosto na novela Hourglass Adventures cujo tema era sobre viagem no tempo. Ela foi modelo de capa para a novela The It Girl (2005), de Cecily von Ziegesar.
Ela frequentou a Greenwich High School, em sua cidade natal, onde foi co-capitã do time lacrosse, tendo lá se formado em 2006. Ela se matriculou na Southern Methodist University, onde ela obteve a graduação em Artes com especialização em Inglês e também jogou lacrosse no club lacrosse program da instituição que ela ajudou a começar, tendo lá obtido a graduação em 2010.

## Carreira
Hope Hicks começou na atividade de Relações Públicas com uma firma de Nova York, a Zeno Group.
Em 2012, ela iniciou trabalho na firma de relações públicas Hiltzik Strategies, assessorando a então cliente da firma  Ivanka Trump, filha de Donald Trump, atuando na linha fashion, e posteriormente em outros ramos de negócios da família Trump.
Em agosto de 2014, ela se juntou as Organizações Trump em trabalho integral. Hicks assessorou Ivanka Trump nos escritórios da Trump Tower, ajudando ela a expandir a sua linha fashion (A Ivanka Trump Collection) e também na modelagem da loja virtual.
Cinco meses depois, Donald Trump recrutou Hicks, que tinha 26 anos naquela altura, para assumir cargo de sua Secretária de Imprensa lotada na Casa Branca, em janeiro de 2015 quando estava iniciando preparativos para a sua potencial corrida presidencial. Na ocasião, Donald Trump convocou-a para o seu escritório, conforme ela recorda: "Sr. Trump olhou para mim e disse: ‘estou pensando em concorrer a presidência, e você será minha Secretária de Imprensa’." Até aquele momento, ela jamais tinha trabalhado com política, ou sequer se voluntariado em campanhas eleitorais. Após a vitória de Trump nas primárias do Partido Republicano, Hicks foi inquirida por ele se gostaria de continuar a assessorar nas Organizações Trump ou trabalhar na campanha presidencial de 2016 em turno integral. Ela inicialmente decidiu não se envolver na campanha, mas o próprio Trump a convenceu a permanecer e assessorá-lo como Secretária de Imprensa.
Durante a campanha, ela desempenhou a função de gatekeeper para controlar os membros da campanha e demais pessoas que desejavam falar com Trump, controlando cerca de 250 requerimentos por dia, e decidindo quais reporters seriam permitidos falar com ele. Hicks também tomava ditados diretamente de Trump quando ele desejava fazer publicações de tweets, que eram então enviados para uma pessoa das Organizações Trump que de fato controlavam a conta oficial na rede social e publicava esses textos. Quando em Nova York, ela gastava a maior parte do seu dia no escritório de Trump na cidade, cuidando de perguntas da imprensa e tomando ditados para publicar os tweets de Trump. As demandas da campanha eleitoral cobraram dela uma taxa pessoal, o que motivou o fim de um relacionamento de seis anos que tinha.
Em 22 dezembro de 2016, foi anunciado que Hicks se tornaria parte da Administração Trump, no cargo recém criado de Diretora de Comunicações Estratégicas da Casa Branca. Ela é paga com o salário mais alto da Casa Branca: US$179.700,00 equivalente ao salário de outros dois membros de alto escalão, o ex-Chefe Estrategista da Casa Branca, Steve Bannon e do ex-Chefe de Gabinete da Casa Branca, Reince Priebus.  Em janeiro de 2017, Hicks foi incluída na lista da Forbes “Forbes 30 abaixo dos 30”, uma lista de 30 personalidades notáveis, de carreira promissora e abaixo dos 30 anos de idade, com a menção de "serviu como assessora na equipe de imprensa na histórica campanha de Trump".
Hicks foi criticada por alguns sobre uma declaração que emitiu em 29 de maio de 2017, que tratava sobre a personalidade e o caráter do Presidente Trump. A declaração foi ridicularizada pelo repórter Callum Borchers do Washington Post, um jornal de oposição à Administração Trump, com um texto de tom humorístico comparável às piadas do Saturday Night Live, conforme o trecho:
O Presidente Trump tem uma personalidade magnética e exala uma energia positiva, que é infecciosa àqueles que estiverem ao redor dele. Ele tem uma incomparável habilidade de comunicação com as pessoas... Ele tem construído boas relações ao longo da sua vida e tratado a todos com respeito. Ele é brilhante e possui um grande sentido de humor… e tem uma incrível capacidade de fazer as pessoas se sentirem especiais e inspiradas a serem mais do que eles pensaram ser possível.
Em 16 de agosto de 2017 Hicks assumiu de forma interina a Diretoria de Comunicações da Casa Branca, cargo até então ocupado por Anthony Scaramucci. O site Politico rotulou-a num artigo como "a intocável Hope Hicks", dado ela ser considerada uma das poucas autoridades da Casa Branca cujo cargo estava garantido, e por ser ela uma das duas pessoas da Diretoria que Scaramucci afirmou que definitivamente ficariam na Casa Branca após ele ser demitido. Ela foi designada a assumir de forma permanente o cargo em 12 de setembro de 2017.

## Vida pessoal
Ela e sua irmã viviam em um apartamento em Greenwich, mas ela teve de dividir sua rotina lá e em um outro apartamento em Manhattan, até Trump ser eleito, quando ela então se mudou para Washington D.C. O seu pai é diretor administrador da Glover Park Group.